# Clones de Red Hat Enterprise Linux

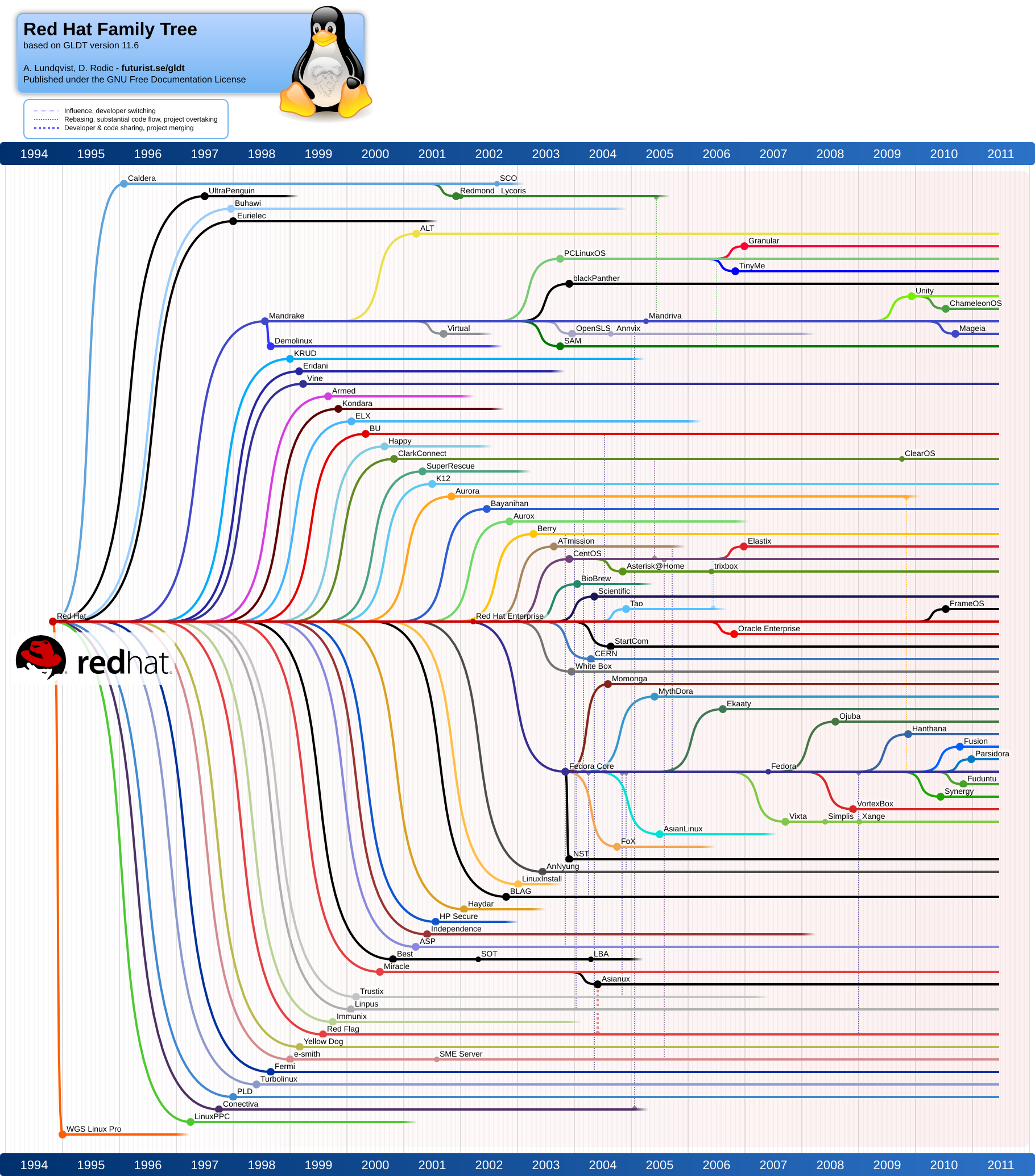
Línea de tiempo de distribuciones GNU/Linux

## Historia
Red Hat Linux fue una de las primeras y es una de las distribuciones Linux más populares. Esto se debe en gran parte debido al hecho de que, aun cuando es una versión con soporte comercial (pagado), también disponían de una versión que se podía bajar y usar libre de costo. Puesto que la única diferencia entre la versión pagada y la versión gratis era el soporte, una gran cantidad de personas escogieron usar la versión gratis.
Con el fin de incrementar los ingresos, Red Hat tomó la decisión estratégica de dividir su producto Red Hat Linux en dos líneas: Red Hat Enterprise Linux para usuarios empresariales, que valoran mucho la estabilidad binaria (RHEL tiene un tiempo de vida de 5 años) y estaban dispuestos a pagar por este soporte y Fedora Core la cual se puso a disposición del público sin costo pero que es actualizada cada 6 meses y sólo se soporta hasta que salga la siguiente versión (En total entre 12 y 18 meses de soporte). 
La mayoría de los usuarios reportan que Fedora es razonablemente estable y que tiene pocas fallas serias. Tiene su propio ciclo de pruebas beta y las personas que aportan al producto, que incluye personal de Red Hat, corrigen los problemas que surjan. Sin embargo tiene un ciclo de vida muy rápido siendo también una distribución poco conservadora lo que hace que sea un producto menos maduro y estable que RHEL. Desde la salida de Fedora Core 1, Red Hat no ha vuelto a publicar gratuitamente las versiones binarias de sus productos comerciales.

## Motivaciones
Existió un gran número de usuarios que no podían o no querían pagar por la versión de Red Hat Enterprise Linux pero que no podían usar Fedora debido a su relativa inestabilidad y falta de madurez. Estos usuarios deseaban un producto de nivel empresarial pero a un precio bajo o sin costo.
Red Hat no crea versiones precompiladas de sus productos Enterprise Linux. Sin embargo, como así lo establecen los términos de las licencias libres en que está mayormente basado (GPL y otras), Red Hat ha puesto el código fuente a disposición del público en formato RPM a través de su red de servidores FTP.
La disponibilidad del código fuente de la distribución en formato RPM hace que sea relativamente fácil recompilar la distribución RHEL. Debido a esto, algunas distribuciones han sido creadas recompilando el código fuente de Red Hat y liberando posteriormente los binarios.

## Características
Los clones de Red Hat Enterprise Linux generalmente incluyen el conjunto de paquetes que se incluyen en las diferentes versiones de RHEL. Los números de versión son generalmente idénticos a los de RHEL de forma tal que las versiones gratuitas mantienen compatibilidad binaria con las versiones comerciales lo que significa que el software que corre para RHEL también correrá de igual forma en una versión gratuita con pocos o ningún cambio en estas. Sin embargo RHEL usa su propio sistema de actualización llamado Up2date. Por conveniencia, las alternativas gratuitas usan el sistema de actualización conocido como YUM que reemplaza el Up2Date, este sistema hace que el manejo de mirrors para actualizaciones se facilite enormemente.

## Legal
Las distribuciones gratuitas están expresamente permitidas por la Licencia Pública GNU bajo la cual está licenciada la mayoría del software libre. Así que, desde el punto de vista del copyright, estas son completamente legales. Sin embargo, Red Hat es extremadamente celosa de sus marcas y logotipos por lo que las distribuciones gratuitas deben tomar todas las precauciones para retirar cualquier mención a Red Hat en sus distribuciones. En casos como el de CentOS se han hecho llegar notificaciones solicitando eliminar toda mención a Red Hat de su sitio web y de su distribución. Ahora CentOS se refiere a Red Hat como el "Upstream Vendor" y como "Prominente vendedor americano de Linux Empresarial"

## Precios
Excepto por Lineox, y Pie Box Enterprise Linux los demás clones están disponibles de forma gratuita. Lineox se puede bajar libremente, pero los usuarios tienen que suscribirse para recibir actualizaciones. La distribución Pie Box Enterprise Linux y sus actualizaciones solamente está disponible para usuarios que pagan por ella. Oracle Linux puede descargarse gratuitamente pero el soporte es de pago.

## Lista de clones de Red Hat Enterprise Linux
Lista actualizada al 31 de marzo de 2022, ordenada por popularidad según DistroWatch.com
- CentOS - 8.1 en 2020-01-16; 8.0 en 2019-09-24; 7.0 en 2018-12-04. En diciembre de 2020, Red Hat, que había adquirido la marca CentOS en 2014, descontinuó CentOS para convertirla en CentOS Stream, que pasó a ser el upstream de Red Hat Enterprise Linux.[1] La versión 7 tiene soporte hasta 2024.
- Rocky Linux - clon iniciado por Gregory Kurtzer, uno de los fundadores de CentOS, a raíz de la descontinuación de éste por parte de Red Hat.[2]
- AlmaLinux - clon iniciado por la compañía CloudLinux, también en respuesta a la descontinuación de CentOS por parte de Red Hat.[3]
- ClearOS - 7.6.0 en 2019-05-01; 7.2.0 en 2016-03-10
- Stella - 6.3 en 2012-07-31
- Redpesk - un Linux embebido seguro dirigido a dispositivos industriales conectados con soporte a muy largo plazo realizado por IoT.bzh.
- Scientific Linux - 7.6 en 2018-12-04; 6.10 en 2018-07-11. Scientific Linux ha anunciado que la versión 7 será la última, recomendando la migración a CentOS Stream.[4]

Los siguientes clones requerían de un pago para bajar la distribución o para actualizarla, posteriormente sólo pago por soporte:
- Oracle Linux - 8.1

Los siguientes clones han cesado su producción:
- TaoLinux - 4.0 i386 Final Release en 2005-04-20; 3.0 Update 4 en 2005-01-10, Dejó la producción en 2006-06-14. El sitio web incluye instrucciones para actualizar a CentOS
- X/OS Linux - 5.1 en 2008-01-31. Dejó la producción en 2008. El sitio web incluye instrucciones para actualizar a CentOS  Archivado el 6 de enero de 2020 en Wayback Machine.
- Lineox - 4.056 en 2005-10-18; 3.125 en 2005-10-18; 2.1.0056 en 2005-10-19 Dejó de actualizarse en 2007. Se requería pagar por las actualizaciones
- Pie Box Enterprise Linux - 4.0 Update 8 en 2006-08-14; 3.0 Update 8 2006-07-24. Dejó la producción en 2009. Se requería pagar por la distribución y las actualizaciones.
- White Box Enterprise Linux - WBEL 4.0 respin 1 en 2006-04-30. Aunque no está oficialmente abandonado no ha habido nuevas versiones desde 2007, no existiendo versión basada en RHEL 5
- StartCom Enterprise Linux - 5.0.6 en 2009-05-07

## Enlaces de interés
- Revisiting RHEL Clones
- rhel-forks
- Video Cursos de aprendizaje

- Datos: Q977076